# Bø gamla kyrka
Bø gamla kyrka (norska: Bø gamle kirke) är en kyrka på Bøhaugen i Bø i Midt-Telemarks kommun i Telemark fylke i södra Norge. Den är en medeltida enskeppig stenkyrka i romansk stil, troligen byggd på 1100-talet. Tornet är tillbyggt på 1600-talet.
Till inventarierna hör ett medeltida krucifix, antemensale och ljuskrona, samt en bänk från 1579. Den övriga inredningen är från 1600-talet. Kyrkan har 150 sittplatser.
Arkeologiska utgrävningar 1985 har visat att det tidigare stått en kyrka med jordfasta stolpar på samma ställe.